# يوليسيس كوريا إي سيلفا

يوليسيس كوريا إي سيلفا (مواليد 4 يونيو 1962) هو سياسي ورجل أعمال من الرأس الأخضر يشغل حالياً منصب رئيس الوزراء منذ 22 أبريل 2016.